# De Bethune Hesdigneul

Geslachtswapen

De familie De Bethune Hesdigneul is een familie waarvan leden sinds 1816 tot de Belgische adel behoren.

## Geschiedenis
De bewezen stamreeks vangt aan met Michel Desplancques, luitenant van de stad en het kasteel van Béthune, die in 1522 voor het eerst wordt vermeld, eerste vermelding van een telg van dit geslacht. In 1614 werd de persoonlijke titel van ridder verleend aan Jean des Planques, heer van Hesdigneul. In 1781 werd de titel van prins verleend, met overgang bij eerstgeboorte.

### Belgische takken en verleende adelsgunsten
In 1816 werd Bernard de Bethune Hesdigneul (1777-1835) benoemd in de ridderschap van Henegouwen, onder erkenning van de titel van graaf met overgang bij eerstgeboorte. Zijn zoon Adolphe (1798-1852) werd de stamvader van alle nu nog tot de Belgische adel behorende leden van deze tak. Voor zijn kleinzoon Auguste (1868-1933) werd in 1932 de titel van prins erkend, met overgang bij eerstgeboorte; deze tak stierf in 1976 uit waardoor volgens het Belgisch adelsrecht de titel van prins niet meer aan de familie Bethune Hesdigneul verbonden was; dit laatste werd 'hersteld' in 2024.
De andere zoon van Bernard, Auguste (1802-1884), werd in 1848 de titel van markies verleend, eveneens met overgang bij eerstgeboorte. Met zijn dochter Euphémie (1826-1895) stierf zijn tak uit.
Een kleinzoon van Bernards broer Maximilien, Hippolyte Marie Dieudonné Henri Maximilien de Bethune (Parijs, 6 juni 1848 - Songeons, 13 maart 1931), werd in 1888 erkend in de Belgische erfelijke adel met de titel prins, overdraagbaar bij eerstgeboorte. Hij bleef vrijgezel en de familietak doofde dan ook uit bij zijn overlijden.
In 1968 verkreeg Albert de Bethune Hesdigneul (1916-1986), broer van Eugène graaf de Bethune Hesdigneul (1910-1965), de titel van graaf overgaande bij eerstgeboorte.
Anno 2017 leefden er van de Belgische takken nog zeven mannelijke telgen, de laatste geboren in 2012.
In 2023/2024 erkende de Belgische regering Henri graaf de Bethune Hesdigneul als prins; de titel is "overdraagbaar per mannelijk eerstgeboorterecht".

## Enkele telgen
Bernard graaf de Bethune Hesdigneul (1777-1835), benoemd in de ridderschap van Henegouwen, onder erkenning van de titel van graaf met overgang bij eerstgeboorte
- Adolphe graaf de Bethune Hesdigneul (1798-1852)
  - Hector graaf de Bethune Hesdigneul (1832-1914)
    - Auguste 7e prins de Bethune Hesdigneul (1868-1933), verkreeg erkenning van de titel van prins bij eerstgeboorte in 1932; trouwde met Marguerite de Neuchâtel (1880-1945)
      - Robert 8e prins de Bethune Hesdigneul (1900-1943)
      - Maximiliaan 9e prins de Bethune Hesdigneul (1913-1976)

    - Adolphe graaf de Bethune Hesdigneul (1871-1951), verkreeg de titel van graaf bij eerstgeboorte in 1929
      - Eugène graaf de Bethune Hesdigneul (1910-1965), verkreeg in 1935 vergunning reeds bij leven van zijn vader de titel graaf te voeren
        - Henri [sinds 2024:] prins de Bethune Hesdigneul (1945), 10e prins de Bethune Hesdigneul, chef de famille
          - Jhr. Augustin de Bethune Hesdigneul MSc. (1984), vermoedelijke opvolger als  chef de famille

      - Albert graaf de Bethune Hesdigneul (1916-1986)
        - Philippe graaf de Bethune Hesdigneul (1959-2017), makelaar, gemeenteraadslid van Perwez
          - Charles  graaf de Bethune Hesdigneul (1992), gemeenteraadslid van Perwez
- Auguste markies de Bethune Hesdigneul (1802-1884), verlening van titel van markies bij eerstgeboorte in 1848